# ZMC-2

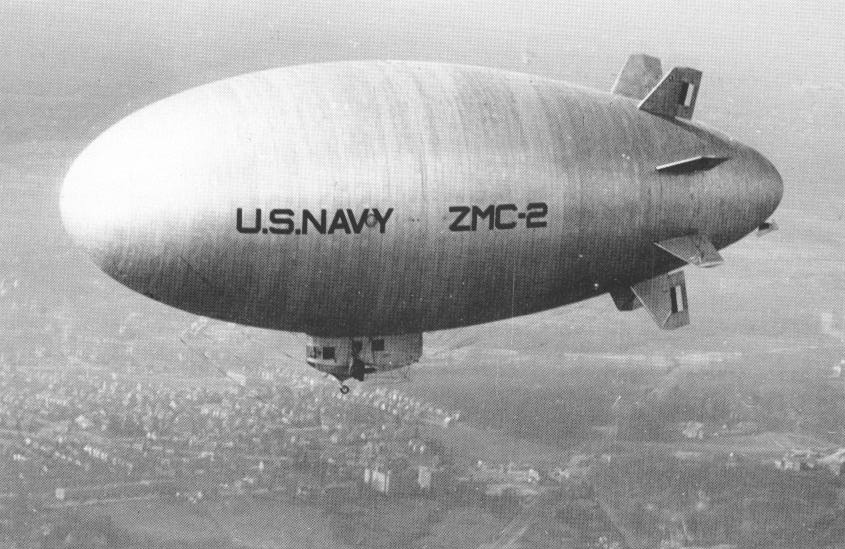
ZMC-2 über Washington D.C.

ZMC-2 war ein in den Jahren von 1929 bis 1941 von der US-Marine betriebenes Luftschiff und ein Versuchsmuster eines Ganzmetall-Luftschiffes zur Erprobung dieser Bauart. Seine Hülle bestand im Gegensatz zu konventionellen Luftschiffen nicht aus einem Gewebe, sondern aus 0,24 mm (0,0095 Zoll) und 0,2 mm (0,008 Zoll) starkem Duraluminiumblech. Die Hülle war zugleich Gaszelle. Durch diese Bauweise und seine gedrungene Form erhielt es auch seine Spitznamen Tin Bubble oder Tinship (deutsch: Blechblase oder Blechschiff).

## Konzept des Ganzmetall-Luftschiffes
Das Konzept eines Ganzmetall-Luftschiffs wurde bereits von Konstantin Eduardowitsch Ziolkowski erdacht, der in den 1880er Jahren einige theoretische Untersuchungen über lenkbare Ganzmetall-Luftschiffe veröffentlichte. Vor ZMC-2 erhob sich nur ein Luftschiff mit einer Außenhaut aus Metall in den Himmel. Es war das Luftschiff von David Schwarz. Es führte am 3. November 1897 auf dem Tempelhofer Feld bei Berlin nur eine einzige Fahrt durch, bei deren Landung es irreparabel beschädigt wurde. Dieses Schiff war die erste Anwendung des damals neuen, erst 1889 auf der Pariser Weltausstellung präsentierten Werkstoffs Aluminium in der Luftfahrt.
1926, also etwa zur selben Zeit, in der ZMC-2 entstand, begann Thomas Benton Slate in einer Halle des Flugplatzes von Glendale in Kalifornien, USA, aus privatem Antrieb ein Ganzmetall-Luftschiff zu bauen. Slate verwendete Aluminium-Riffelblech, welches er zu einer starren Hülle vernietete. Für den Vortrieb war am Bug ein mit einer Dampfturbine arbeitendes Antriebssystem, das einen Unterdruck erzeugen sollte, vorgesehen. Mehrmals wurde das bereits gefüllte Luftschiff vor der Fertigstellung aus der Halle gezogen. Während des Baus lud Slate Väter ein, ihre Kinder mitzubringen und ihm beim Bau des Schiffes zuzusehen. Zehntausende kamen auch. Am 19. Dezember 1929 wurde das „City of Glendale“ benannte Luftschiff  unter den beeindruckten Augen mehrerer hundert Menschen ausgehallt. Eine Fahrt sollte es jedoch nie erleben. Die Sonne schien auf den Auftriebskörper und die Hülle begann zu beulen. Die Niete rissen unter lautem Knallen, das an Schüsse erinnerte und das Traggas entwich. Als das Schiff Schlagseite bekam, rannten die Schaulustigen aus Angst, das wasserstoffgefüllte Luftschiff könnte sich in einen Feuerball verwandeln, davon. Es fiel jedoch einfach nur laut scheppernd zu Boden. Der Grund für dieses Debakel ist nicht ganz eindeutig überliefert. Es wird ein fehlerhaftes Überdruckventil erwähnt. Das Schiff war zu stark beschädigt, um es zu reparieren. Nahezu die gesamte Hülle hätte demontiert und neu zusammengesetzt werden müssen. Das Projekt wurde aufgegeben und die Ära der Luftschiffe in Glendale war beendet.

## ZMC-2
Die US-Marinebezeichnung ZMC-2 teilt sich in die Kennbuchstaben Z, MC und die Ziffer 2. Das Z als ersten Kennbuchstaben verwendete die US-Marine zur Klassifizierung all ihrer Luftschiffe bzw. Leichter-als-Luft-Geräte. Das MC stand für Metal Clad, zu deutsch etwa metallbeplankt. Die 2 ergab sich aus dem Traggasvolumen von rund 200.000 Kubikfuß, genau waren es 202.200.
Die in verschiedenen Quellen angegebene Aluminiumstärke von 2 mm (0,08 Zoll) und das daraus resultierende Flächengewicht ist bezogen auf den zur Verfügung stehenden Auftrieb zu hoch, um für große Teile des Schiffes verwendet worden zu sein.

### Entwicklung und Bau
Die Pläne für ZMC-2 wurden von dem amerikanischen Ingenieur Ralph Hazlett Upson, der im Dienst von Goodyear auch das erste B-Klasse-Prallluftschiff fuhr, ab etwa 1922 entwickelt. Er gründete für seine Entwicklung eine eigene Firma, die Aircraft Development Co. 1926 bestellte die US-Marine ein Versuchsmuster. Möglich geworden war diese Bauweise durch die Entwicklung eines Nietautomaten durch Edwin J. Hill, der in der Lage war, das dünne Aluminiumblech mittels neuer Dichtungsmaterialien gasdicht zu verbinden. Die für diesen Zweck gebaute Nietmaschine konnte 5000 Niete mit 0,9 mm Durchmesser pro Stunde setzen. Sie bohrte drei Nietreihen gleichzeitig und wurde von zwei Personen bedient. Die Niete wurden in der Maschine aus endlos zugeführtem Draht in die Bohrungen gesetzt und mit umlaufenden Nocken mit Köpfen versehen. Als Dichtungsmasse wurde Bitumen verwendet.
Bereits 1924 wurde dem US-Militär ein „MC-0.8“ (ein Ganzmetallluftschiff mit 80.000 ft³ Volumen, rund 2266 m³) angeboten. Es sollte auf dem Scott-Flugfeld gebaut werden. Es wird berichtet, dass ein „MC-1“ teilweise gefertigt wurde, jedoch zeigten Materialversuche Korrosion und Versprödung des Duraluminiums. Eine Hüllensektion von 8,8 × 10,4 m (29 × 34 ft) mit einem Gewicht von 181 kg (400 lbs) wurde bis zur Zerstörung getestet, um die Konstruktionsannahmen zu überprüfen. Die Gasdichtigkeit wurde ebenfalls untersucht und als geringer als erwartet ermittelt. Weitere Versuche betrafen das Verhalten der Gashülle bei Druckabfall im Inneren. Das Material wurde mit Falten versehen und es sah aus, als ob es für immer deformiert bleiben würde, jedoch nahm das Material nach dem Erhöhen des Innendrucks wieder seine alte Form an, und es war nicht mehr erkennbar, wo sich zuvor die Falten befunden hatten. Nach diesen Versuchen entschied man sich für „Alclad“-Aluminium, das von der Aluminium Company of America hergestellt wurde. Es handelte sich dabei um ein Sandwich-Material. Der Kern bestand aus Duraluminium (Dural 17S, später Alcad 24S), der mit reinem Aluminium beschichtet war.
Im Mai 1927 begann die Aircraft Development Corporation auf dem Detroit Grosse Ile Airport mit dem Bau einer 37×55×37 m (Länge×Breite×Höhe – 120×180×120 ft) großen Luftschiffhalle, die im September fertiggestellt wurde. Dort sollte ZMC-2 gebaut werden. Für den Flugbetrieb richteten sie nördlich der Halle einen 914-m-Kreis (3000 ft) her. Dieses Betonfeld ist noch heute zwischen den Landebahnen des Flugplatzes erhalten.
Der Bau von ZMC-2 begann am 7. März 1928 mit dem ersten Niet in der Bugsektion. Das Luftschiff wurde in zwei senkrechten Hälften ähnlich zwei Eierschalen gebaut, die im Februar 1929 miteinander verbunden wurden. Im Juni wurden die Motoren in der Gondel installiert, sie wurde im Juli am Luftschiffkörper angebracht. Im darauf folgenden August wurde ZMC-2 mit Helium gefüllt. Im Gegensatz zu anderen Luftschiffen konnte jedoch keine leere zusammengefaltete Hülle oder Gaszelle gefüllt werden, sondern es musste die Luft im Inneren des Luftschiffkörpers durch Helium ersetzt werden. Dazu wurde zuerst der Auftriebskörper von unten mit Kohlendioxid (CO2) gefüllt und die Luft oben abgelassen. Anschließend wurde von oben Helium eingefüllt und das CO2 unten abgelassen. Als ein Helium-Kohlendioxid-Gemisch gemessen wurde, begann man das restliche CO2 mittels einer Gaswaschanlage herauszufiltern.

### Aufbau
Die durch rund 3,5 Millionen Niete zusammengehaltene Metallhülle, die innen von 24 Längsgurten und 12 Ringprofilen in der Form gestützt wurde, hatte bei einem ermittelten Gasverlust von etwa zwei Litern pro Tag und Quadratmeter eine ähnliche Qualität wie die damals z. B. bei Zeppelin für die Traggaszellen verwendete Goldschlägerhaut, die jedoch nicht alterungsbeständig war. Um die Form von ZMC-2 zu erhalten, musste im Auftriebskörper ständig ein Überdruck aufrechterhalten werden. Daher wurde es von der Marine trotz der starren Metallbauweise als Prallluftschiff klassifiziert. Der Innendruck wurde durch zwei Ballonetts mit einem maximalen Volumen von 640 Kubikmetern (22.600 ft³) im vorderen und 793 Kubikmetern (28.000 ft³) im hinteren Ballonett aufrechterhalten.
Das Traggasvolumen von ZMC-2 betrug ohne die Ballonetts rund 5727 Kubikmeter (202.200 ft³) Helium. Das Schiff hatte eine Länge von 45,52 Metern (149 ft, 4 in), bei einem größten Durchmesser von 16,03 Metern (52 ft, 7 in). Damit entsprach es etwa der Größe kleinerer Prallluftschiffe, jedoch war die vergleichsweise geringe Streckung markant. Außergewöhnlich waren auch die acht relativ kurzen Leitwerksflossen am Heck, die mit beweglichen Steuerflächen versehen waren und eine Gesamtfläche von 40,9 m² (440 ft²) besaßen.
Das Leergewicht betrug 4.135 kg (9.115 lb) Die Nutzlast zusätzlich zu den beiden Piloten, dem Ballast und den Betriebsstoffen betrug etwa 340 kg (750 lbs). Verglichen mit Prallluftschiffen ähnlicher Größe ist das nur ein relativ geringer Wert, jedoch handelte es sich um einen Versuchsträger, der die Bauweise für größere Modelle erproben sollte.
Der Antrieb bestand aus zwei Neunzylinder-Sternmotoren vom Typ Wright J-5 Whirlwind, die links und rechts an der Gondel angebracht waren und je eine zweiflügelige metallene Luftschraube mit 2,8 m Durchmesser (9 ft, 2 in) als Zugpropeller antrieben. Die Motoren hatten eine Leistung von je 164 kW (220 PS). Die Höchstgeschwindigkeit lag bei bis zu 113 km/h (62–70 mph; bei 440 PS Antriebsleistung), die Reisegeschwindigkeit bei etwa 84 km/h (50–52 mph bei 220 PS Antriebsleistung). Die Reichweite bei Reisegeschwindigkeit ist mit knapp über 1000 km (ca. 675 mi) bei einer Flugdauer von bis zu 11 Stunden angegeben, die maximale Reichweite bei Windstille betrug rund 1610 km (1000 mi). Das Luftschiff wurde von zwei Mann Besatzung gesteuert.

### Betrieb

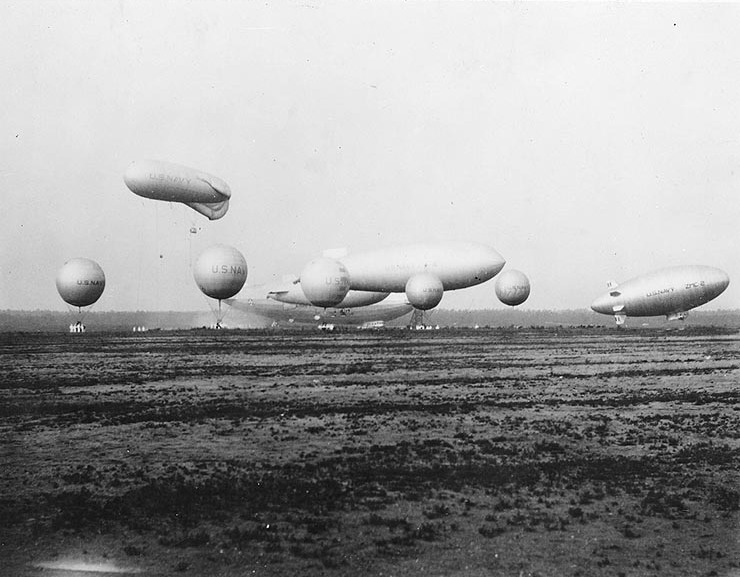
Lakehurst ca. 1930–1931, ZMC-2 ist am rechten Bildrand

Die Jungfernfahrt von 49 Minuten und 55 Sekunden fand am 19. August 1929 auf dem Detroit Grosse Ile Airport statt. Piloten waren US Army Air Corps Captain William J. Kepner und Bordingenieur MSgt Joseph Bishop. In den folgenden Tagen wurden weitere Fahrten durchgeführt, darunter auch eine 30-stündige Abnahmefahrt. Am 25. August besuchte das Luftschiff über Cleveland die National Air Races. Die Zeitschrift Aviation lobte anschließend das vibrationsarme Luftschiff, bei dem nach insgesamt 9 Flugstunden noch keinerlei Anpassungen oder Änderungen notwendig geworden waren.
ZMC-2 verließ dann Detroit, um zu seinem zukünftigen Heimatstützpunkt, dem US-Marinefliegerstützpunkt Lakehurst aufzubrechen, wo es am nächsten Tag, dem 12. September, nach einer 16-stündigen, fast 1000 km langen unterbrechungsfreien Fahrt (600 mi) ankam und der US-Marine übergeben wurde. Es erhielt die Marine-Seriennummer A-8282. In den folgenden Tagen wurden diverse Löcher in der Hülle gefunden. ZMC-2 hatte auf seiner Fahrt einige Treffer aus den Gewehren übermütiger Amerikaner einstecken müssen.
Am 16. September wurden Fahrten über New York City und dem Atlantik unternommen, nachdem die Höchstgeschwindigkeitstests abgeschlossen waren. Alle Flugversuche waren bis zum 25. September erfolgreich abgeschlossen. ZMC-2 erfüllte alle vertraglich festgelegten Anforderungen und hatte alle Tests bereits im ersten Versuch mit kleinen Sicherheitsreserven bestanden.
Im Mai 1930 war ZMC-2 gemeinsam mit ZR-3 USS Los Angeles Gast beim New Yorker Aircraft Salon und den Vorführungen von Marinefliegern.
In der nächsten Zeit wurden viele Fahrten rund um Lakehurst unternommen. Dabei waren 9-Stunden-Fahrten üblich. Eine Zeit lang wurde das Schiff von der Luftschiffbasis der US-Armee, dem Langley-Flugfeld betrieben. Am 31. Mai 1931 nahm es mit K-1, einem Marine-Prallluftschiff an der New Yorker Flottenparade teil.
Ende 1933 wurde erstmals das Traggas abgelassen, um das Schiff von innen zu inspizieren. Die Metalloberfläche war in gutem Zustand und das Luftschiff wurde wieder in Betrieb genommen. Es fanden jedoch nur gelegentlich Fahrten statt. Dabei wird berichtet, dass es jedes Jahr am 19. August zu seinem „Geburtstag“ in der Luft war. Nach der letzten Überholung im Dezember 1938 absolvierte das Schiff nur noch 5 Flugstunden.
In Lakehurst traf ZMC-2 auch auf die großen Starrluftschiffe dieser Zeit und führte sogar gemeinsame Fahrten mit ihnen durch (z. B. mit der USS Los Angeles), oder war beim Besuch von LZ 129 „Hindenburg“ in der gleichen Halle untergebracht.
Bereits nach sechs Jahren hatte das Luftschiff bei 752 Fahrten in über 1400 Flugstunden rund 92.000 Kilometer zurückgelegt. Zwischenzeitlich bekam es auch einen neuen Satz Motoren. Einige Quellen geben eine Antriebsleistung von 300 PS (224 kW) im Gegensatz zu den originalen 220 PS an. Vermutlich waren die neuen Motoren (ebenfalls Wright J5) leistungsgesteigert. Das Luftschiff stand bis zu seiner Ausmusterung nach Ablauf der geplanten Nutzungsdauer 1941 im Dienst der US-Marine und war bis dahin 2256,6 Stunden in der Luft, was als Zeugnis für die Fähigkeiten und die Robustheit dieses Versuchsmusters gilt. Die letzte Fahrt fand (nicht ganz zufällig) am 19. August 1939 zum 10-jährigen Jubiläum statt, danach wurden noch weitere Tests am Boden durchgeführt.
Admiral Moffett hatte bereits 1926 in seinem Jahresbericht die Hauptfunktion des Luftschiffes beschrieben: … ein rein experimentelles Schiff, gedacht um die Anwendbarkeit der neuartigen Bauweise zu testen, in der es erschaffen wurde. Das Schiff wurde dementsprechend hauptsächlich für Versuche verwendet, war jedoch auch an verschiedenen Trainings-, Hilfs-, Rettungs- und Katastropheneinsätzen beteiligt. Das Luftschiff ließ sich bei schlechtem Wetter und in langsamer Fahrt nur unbefriedigend steuern, dies wurde jedoch vor allem der geringen Größe und nicht dem Konstruktionsprinzip zugerechnet. Ein weiteres Problem war die Temperatur der Hülle, sie konnte zwischen dem Bodenniveau und der Flughöhe stark schwanken.
Die Gondel wurde auf Wunsch des kommandierenden Offiziers des Marinefliegerstützpunktes Lakehurst vor der Verschrottung bewahrt und als Ausbildungsobjekt vollständig ausgerüstet mitsamt den Motoren an die Luftschifferschule in Lakehurst übergeben.

## Weitere Projekte
Der Metalclad Airship Co., die eine Ausschreibung zur Konstruktion und Auslegung von Ganzmetall-Luftschiffen gegen den ZMC-2-Hersteller Aircraft Development Co. gewonnen hatte, war bereits 1932 vom US-Luftfahrtministerium ein Vertrag für die Entwicklung von Ganzmetall-Luftschiffen zugesprochen worden.
In Online-Archivverzeichnissen existieren Einträge über Angebotsunterlagen und Zeichnungen der Metalclad Airship Corp. für ein sechstes US-Marinestarrluftschiff unter der Bezeichnung ZMC-12. Dort findet sich auch eine Notiz über ein Traggasvolumen von 1.200.000 Kubikfuß, knapp 34.000 m³. Das entspricht etwa der sechsfachen Größe von ZMC-2. Zwei weitere Einträge betreffen Angebote dieser Firma für Ganzmetall-Luftschiffe mit den Bezeichnungen MC-20 und MC-74 aus den Jahren 1934 und 1935.
Anfang der 1970er Jahre wurde durch die Dornier AG eine Konzeptstudie für ein Passagier- und ein Frachtluftschiff erarbeitet, welches ebenfalls eine Aluminiumhülle hätte aufweisen sollen. Die Studie wurde jedoch nie realisiert.
1985 wurde von Wren Skyships angekündigt in Großbritannien ein 128 m langes Ganzmetallluftschiff, genannt RS.1 als Prototyp für größere Transportluftschiffe bauen zu wollen.
Insgesamt wurden also nie weitere Luftschiffe dieser Bauart gefertigt. ZMC-2, das von David Schwarz gebaute Luftschiff und die „City of Glendale“ sind daher trotz des vielversprechenden Konzepts bis in die Gegenwart die einzigen Luftschiffe mit einer Metallhülle geblieben.